# Loreen
Loreen, de son vrai nom Lorine Zineb Nora Talhaoui, née le 16 octobre 1983 à Stockholm (Suède), est une auteure-compositrice-interprète suédo-marocaine.
Représentant la Suède, elle remporte le Concours Eurovision de la chanson à deux reprises, en 2012 avec Euphoria et en 2023 avec Tattoo. Elle est la première femme et la deuxième artiste à gagner l'Eurovision deux fois.

## Biographie

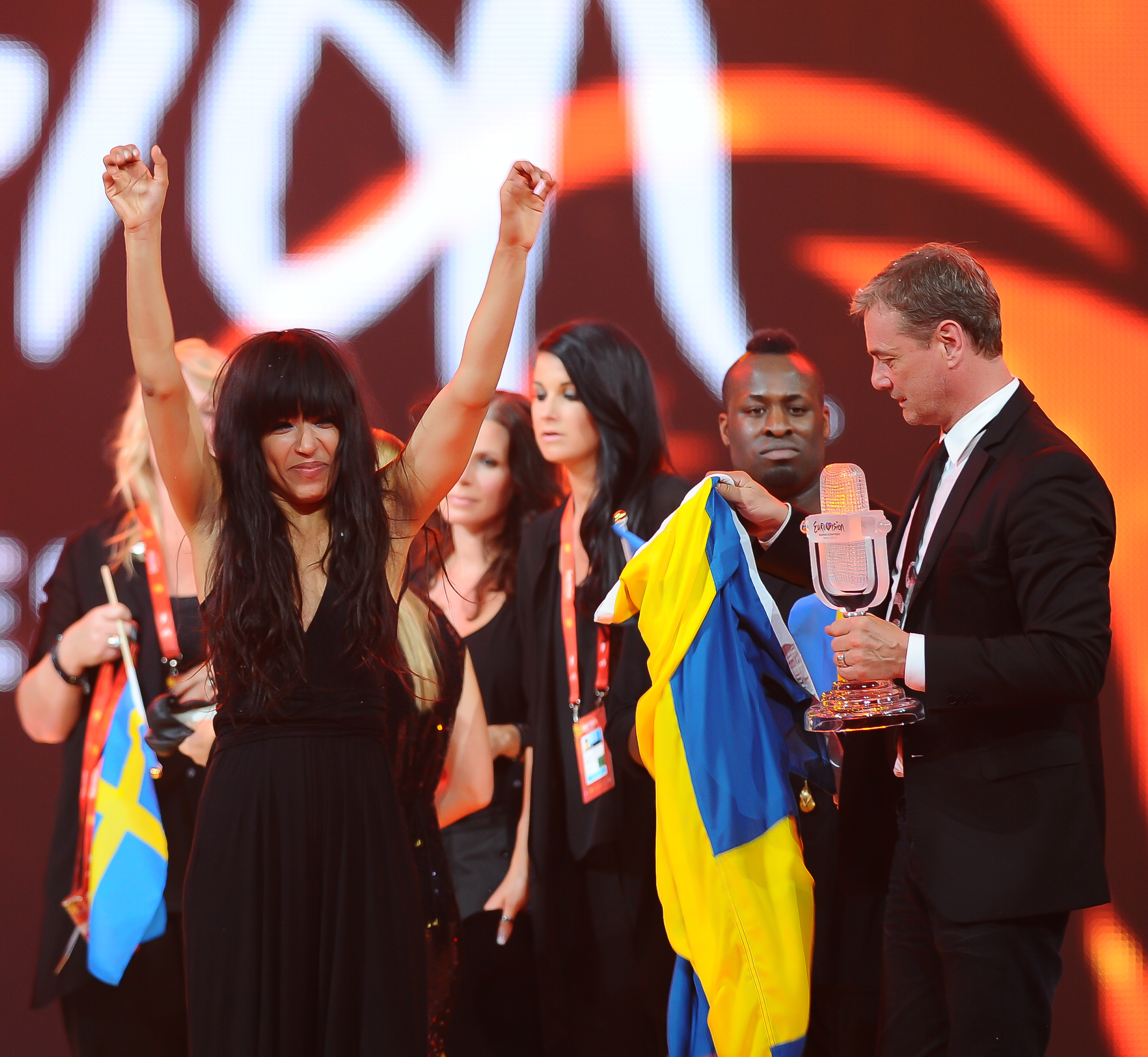
Loreen lors de sa victoire au Concours Eurovision de la chanson 2012 à Bakou.

Lorine Zineb Nora Talhaoui naît le 16 octobre 1983 à Stockholm et passe son enfance à Västerås. Ses parents sont d'origine berbère marocaine.

### Débuts dans la musique (2004-2011)
En 2004, elle participe à Idol, version suédoise de La Nouvelle Star. Elle arrive en 4e position, échouant aux demi-finales.
En 2005, elle sort le single The Snake avec le groupe Rob'n'Raz.
Loreen participe au Melodifestivalen 2011 avec la chanson My Heart is Refusing Me. Elle chante lors de la seconde demi-finale qui a eu lieu à Göteborg et, finissant quatrième, se voit offrir une deuxième chance, mais elle échoue à se qualifier pour la finale après un duel avec Sara Varga. La chanson est un succès national, atteignant la neuvième place du top singles suédois.

### Succès à l'Eurovision etHeal(2012-2015)
En 2012, elle se présente à nouveau au Melodifestivalen 2012 avec le titre Euphoria. Le 10 mars 2012, elle remporte le concours et est alors choisie pour représenter la Suède au Concours Eurovision de la chanson 2012 à Bakou, en Azerbaïdjan. Le 26 mai 2012, elle remporte largement ce concours avec 372 points. Elle bat alors le record du nombre de 12 points reçus (18 fois). Ce record est battu cinq ans plus tard en 2017 par Salvador Sobral qui en reçoit 30, puis en 2022 par Kalush Orchestra qui en obtient 33. Son titre est un succès dans toute l'Europe où il se classe dans le top 10 dans 28 pays, culminant les charts en Scandinavie, en Allemagne, en Autriche, en Pologne, en Suisse, en Irlande et en Belgique.
Son premier album, Heal, sort le 24 octobre 2012 et se classe dans le top 10 dans 14 pays d'Europe.

### Période mitigée etRide(2016-2022)
Le 30 novembre 2016, Loreen est annoncée comme participante du Melodifestivalen 2017. Grande favorite de la compétition avec son titre Statements, elle crée la surprise lors de la quatrième demi-finale en échouant à se qualifier directement pour la finale. Elle se qualifie cependant pour la Seconde Chance, mais perd son duel contre Anton Hagman et est éliminée de la compétition. La chanson est un petit succès national, se classant treizième du top singles suédois.
Son deuxième album, Ride, sort le 24 novembre 2017. Il remporte un succès plus confidentiel, se classant dans le top 40 des albums en Suède.

### Retour triomphant à l'Eurovision (2023)

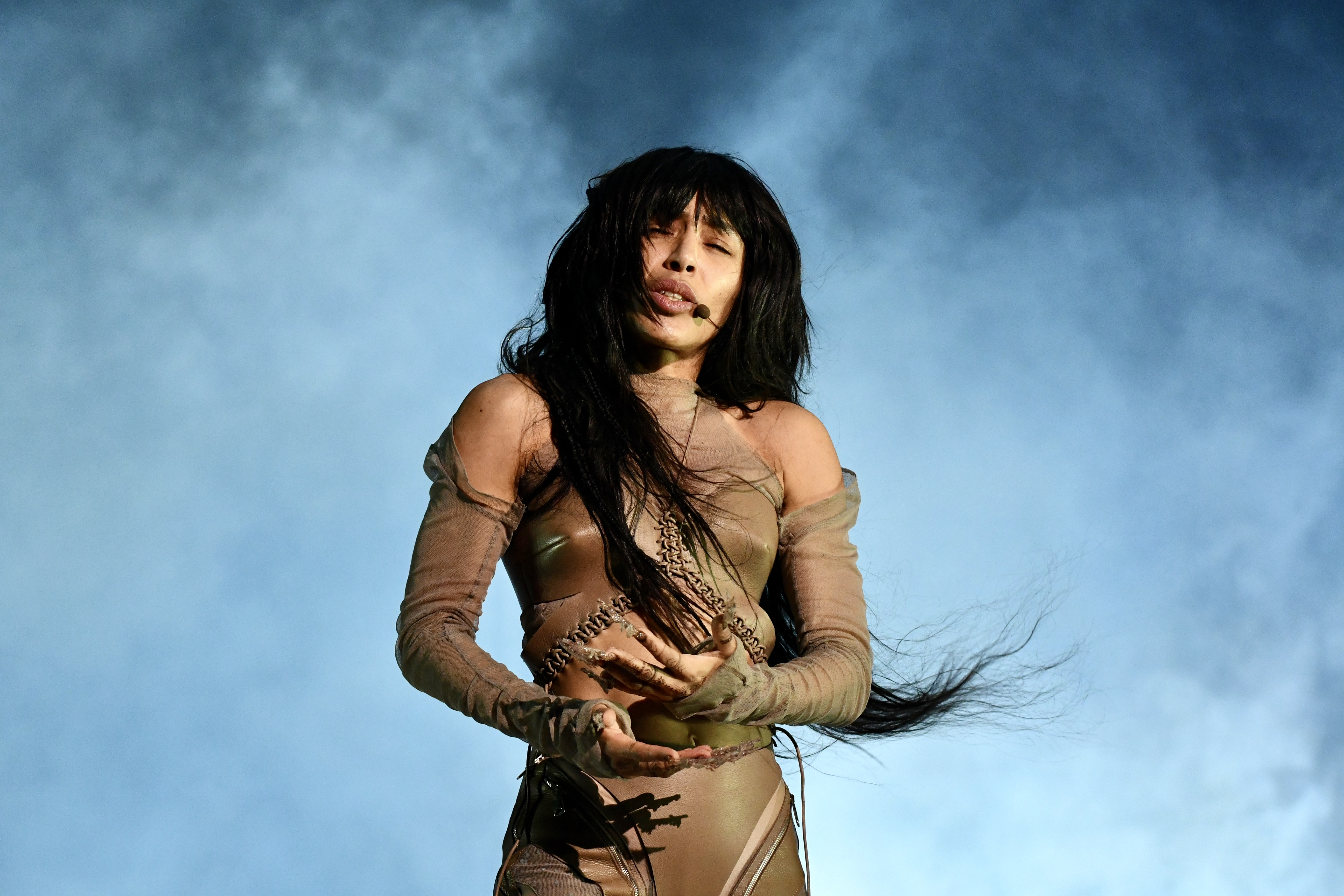
Loreen performant Tattoo au Melodifestivalen 2023.

Avec son titre Tattoo, Loreen tente à nouveau sa chance au Melodifestivalen 2023 qu'elle remporte haut-la-main le 11 mars 2023, s'offrant l'opportunité de représenter la Suède au Concours Eurovision de la chanson 2023 à Liverpool, au Royaume-Uni. Le 14 mai 2023, elle remporte le Concours de l'Eurovision 2023 avec 583 points. Cette deuxième victoire au Concours Eurovision de la chanson lui permet d'égaler le record initialement détenu par Johnny Logan, vainqueur en 1980 et 1987. Loreen devient aussi la première femme à réaliser ce record. Comme Euphoria onze ans plus tôt, Tattoo est un succès en Europe, se classant dans le top 10 de 25 pays et atteignant le sommet des charts en Suède, aux Pays-Bas, en Belgique, en Autriche ou encore en Suisse, faisant même mieux qu'Euphoria en se classant 2e du top singles au Royaume-Uni et 7e en France. Dans ce dernier pays, la chanson est la plus diffusée en radio à l'été 2023. Cela permet à Loreen de gagner le NRJ Music Award de la révélation internationale de l'année 2023, ainsi qu'une nomination dans la catégorie chanson internationale de l'année 2023 pour Tattoo.
Loreen fait la couverture de Vogue Arabia en juillet 2023 et Vogue Scandinavia en octobre 2023.
En mai 2024, une tournée a été annoncée pour février et mars 2025 ainsi qu'une nouvelle chanson Forever, qui a été interprétée lors de la Grande Finale de l'Eurovision 2024 à Malmö et sortie le 10 mai 2024. Étant lauréate  de l'Eurovision 2023, elle est chargée de remettre le trophée au nouveau gagnant. Elle déclare vouloir ne pas remettre le trophée à Eden Golan, représentante d'Israël en raison du conflit entre Israël et le Hamas de 2023-2024. Selon The Sun, elle aurait prévu de laisser le trophée sur un socle et de quitter la scène avant l'annonce potentielle de la victoire d'Israël,, finalement, elle remet le trophée au vainqueur, Nemo, représentant de la Suisse.

## Vie privée
L'une de ses sœurs, Markiz Tainton (sv), est cuisinière, elle publie des recettes dans le quotidien Dagens Nyheter et participe à des émissions culinaires.
Entre 2004 et 2006, Loreen a été en couple avec Daniel Lindström, le gagnant de la première édition de l'émission suédoise de téléréalité Idol, en 2004.
En 2017, au cours d'une émission animée par Renée Nyberg à la télévision suédoise, elle révèle être bisexuelle, affirmant : « Beaucoup de gens sont focalisés sur le sexe, la sexualité. L'amour est tellement plus. Je dis souvent : l'amour est là où on le trouve ».

## Discographie

### Albums
| Date de sortie   | Titre de l'album |
| ---------------- | ---------------- |
| 24 octobre 2012  | Heal             |
| 24 novembre 2017 | Ride             |

### EP
| Date de sortie  | Titre de l'album         |
| --------------- | ------------------------ |
| 25 août 2017    | Nude                     |
| 19 octobre 2023 | Apple Music Home Session |
| 21 mars 2025    | Sages                    |

### Singles
| My Heart is Refusing Me                                                           | 2011 | 9  | 59 | 44 | 41 | —  | 46 | —  | — | — | —  | - GLF: Platine | Heal          |  |
| Sober                                                                             | 2011 | 26 | —  | —  | —  | —  | —  | —  | — | — | —  | - GLF: Platine | Heal          |  |
| Euphoria                                                                          | 2012 | 1  | 1  | 1  | 1  | 1  | 2  | 1  | 1 | 3 | 26 | - GLF: 9× Platine - BEA: Or - BPI: Or - BVMI: Platine - IFPI AUT: Platine - IFPI DEN: Platine - IFPI FIN: Platine - IFPI SWI: 2× Platine - PROMUSICAE: Platine | Heal          |  |
| Crying Out Your Name                                                              | 2012 | 19 | —  | —  | —  | —  | —  | —  | — | — | —  | | Heal          |  |
| We Got the Power                                                                  | 2013 | 52 | —  | —  | —  | 98 | —  | —  | — | — | —  | - GLF: Or | Heal          |  |
| Paper Light (Higher)                                                              | 2015 | 25 | —  | —  | —  | —  | —  | —  | — | — | —  | | /             |  |
| I'm in It With You                                                                | 2015 | —  | —  | —  | —  | —  | —  | —  | — | — | —  | | /             |  |
| Under Ytan                                                                        | 2015 | —  | —  | —  | —  | —  | —  | —  | — | — | —  | | /             |  |
| Statements                                                                        | 2017 | 13 | —  | —  | —  | —  | —  | —  | — | — | —  | | /             |  |
| '71 Charger                                                                       | 2017 | —  | —  | —  | —  | —  | —  | —  | — | — | —  | | Ride          |  |
| Hate the Way I Love You                                                           | 2017 | —  | —  | —  | —  | —  | —  | —  | — | — | —  | | Ride          |  |
| Tattoo                                                                            | 2023 | 1  | 1  | 1  | 7  | 3  | 1  | 2  | 1 | 2 | 7  | - GLF: 2× Platine - SNEP: Platine - BEA: Platine - BPI: Diamant - PROMUSICAE: Or - IFPI SWI: Or                                                                | Album à venir |  |
| Is It Love                                                                        | 2023 | 13 | —  | 7  | —  | —  | 34 | 34 | — | — | 43 | | Album à venir |  |
| Forever                                                                           | 2024 |    |    |    |    |    |    |    |   |   |    | | Album à venir |  |
| Warning Signs                                                                     | 2024 |    |    |    |    |    |    |    |   |   |    | | Album à venir |  |
| Gravity                                                                           | 2024 |    |    |    |    |    |    |    |   |   |    | | Album à venir |  |
| Echoes                                                                            | 2025 |    |    |    |    |    |    |    |   |   |    | | /             |  |
|                                                                                   |      |    |    |    |    |    |    |    |   |   |    | | /             |  |
| "—" indique que la chanson n'est pas sortie dans ce pays ou ne s'est pas classée. |      |    |    |    |    |    |    |    |   |   |    | |               |  |

### En tant qu'artiste invitée
| Année | Single                                         | Album                                          |
| ----- | ---------------------------------------------- | ---------------------------------------------- |
| 2004  | Vill ha dig (avec Freestyle)                   | Det Bästa Från Idol 2004 (Best from Idol 2004) |
| 2005  | The Snake (avec Rob'n'Raz)                     | —                                              |
| 2013  | Requiem Solution ( avec Kleerup)               | -                                              |
| 2016  | Get Into It ( avec Boston Bun)                 | -                                              |
| 2025  | Sages ( avec Ólafur Arnalds)                   | -                                              |
| 2025  | Pum Pum (avec Dimitri Vergara et David Guetta) | -                                              |

## Distinctions

### Récompenses
- NRJ Music Awards 2023 : Révélation internationale de l'année